# Åsa-Nisse ordnar allt
Åsa-Nisse ordnar allt är en svensk komedifilm från 1955 i regi av Ragnar Frisk.
Filmen hade premiär 19 september 1955.

## Handling
Åsa-Nisse skadar ryggen då han och Klabbarparn lastar sten. När han besöker doktorn får han av misstag en experimentmedicin som framställts särskilt för hästar. Denna medicin gör honom onaturligt stark, och hans kondition abnorm.
Eulalia luras att sälja Nisses bil Eulalia II för 1 100 kronor. Skrotbilstävlingen som Nisse hade tänkt vara med i, verkar gå i stöpet. Han tvingar dock bilskojarna att sälja tillbaka bilen. För att få riktig sprutt på Eulalia II får hon en dos hästmedicin.

## Om filmen
Klipp ur filmen ingår i kavalkadfilmerna Dessa fantastiska smålänningar med sina finurliga maskiner från 1966 och Sarons ros och gubbarna i Knohult från 1968.

## Rollista
- John Elfström - Åsa-Nisse
- Artur Rolén - Klabbarparn
- Helga Brofeldt - Eulalia
- Mona Geijer-Falkner - Kristin
- Gustaf Lövås - Sjökvist
- Gösta Prüzelius - Landsfiskalen
- Wiktor Kulörten Andersson - Knohultarn
- Ulla-Carin Rydén - Elsa, landsfiskal Klöverhages hushållerska
- Ulla-Bella Fridh - Greta
- Gösta Bernhard - major Stjärnborg
- Arne Källerud - bilhandlare
- Evert Granholm - bilhandlarens kompanjon
- Alf Östlund - Speta-Pelle, läkare
- John Norrman - en man i byn
- Rune Stylander - tjuv
- Jan-Olof Rydqvist - Putte, tjuv
- Sven Holmberg - furir
- Bertil Boo - hemvärnsman
- Arthur Fischer - postmästaren
- John Melin  - postkund
- Jarl Hamilton - löjtnant
- Gösta Krantz - busschaufför
- Hans Olov Radefalk - stand-in för John Elfström i stock-carloppet
- Åke Engerstedt - nyhetsuppläsaren i radio (endast röst)[4]

## Musik i filmen
- Night Club Cabaret, kompositör Claude Vane, instrumental
- Cartoon Comedy, kompositör Gilbert Vinter, instrumental
- Koronga, kompositör Fela Sowande, instrumental
- Marionette March, kompositör Dolf van der Linden, instrumental
- Melody in Moccasins, kompositör Wilfred Burns, instrumental
- Wheels Within Wheels, kompositör Ronald Hanmer, instrumental
- Maypole Dance, kompositör Fela Sowande, instrumental
- Black-Eyed Beauty, kompositör Allan Gray, instrumental
- West 42nd Street, kompositör Lester B. Hart, instrumental
- Schottis (Rüno), kompositör Sven Rüno, instrumental
- Lonely Gypsy, kompositör Wilfred Burns, instrumental
- Operation Hazard, kompositör Jack Beaver, instrumental
- Wheels of Industry, kompositör Ronald Hanmer, instrumental
- Bobbins and Spindles, kompositör Ronald Hanmer, instrumental
- Fröken Agnes, kompositör och text Walter Larsson, sång Helga Brofeldt, John Elfström och Artur Rolén
- Happy Laughter, kompositör Wilfred Burns, instrumental
- Happy Time, kompositör Tom Wyler, instrumental
- Hurry, kompositör Ludo Philipp, instrumental
- Red for Danger, kompositör Allan Gray, instrumental
- Merry Market, kompositör Ludo Philipp, instrumental
- Hasta la Vista, kompositör Charles Pierre och Richard Thorpe, instrumental
- Sidewalk Can Can, kompositör Allan Gray, instrumental
- Hemvärnssång, kompositör och text Sven Rüno, text Sven Rüno och Walter Larsson, sång Bertil Boo
- Touch and Go, kompositör Harry Engleman, instrumental
- Ticker Tape, kompositör Cecil Milner, instrumental
- Relentless Energy, kompositör Wilfred Burns, instrumental
- Hidden Power, kompositör Wilfred Burns, instrumental
- Mountain Scene, kompositör Fela Sowande, instrumental
- Autumn Breezes, kompositör Norman Demuth, instrumental
- Skyscape, kompositör Bernie Harris, instrumental
- Fauns and Satyrs, kompositör Oliphant Chuckerbutty, instrumental
- Photo Finish, kompositör Wilfred Burns, instrumental
- Holiday Revels, kompositör Ronald Hanmer, instrumental
- Penguin Parade, kompositör Herman Finck, instrumental[5]